# 72 Seasons (Lied)
72 Seasons (englisch für „72 Jahreszeiten“) ist ein Lied der US-amerikanischen Metal-Band Metallica. Der Song wurde am 30. März 2023 als vierte Single ihres gleichnamigen elften Studioalbums 72 Seasons veröffentlicht.

## Inhalt
72 Seasons handelt von dem Leben eines Menschen und insbesondere, wie dieses durch dessen (negative) Erfahrungen der ersten 18 Lebensjahre (72 Jahreszeiten) geprägt wird. James Hetfield singt davon, wie der erfahrene Zorn und das Trauma der Kindheit den Menschen sein ganzes Leben lang verfolgt und dessen Psyche belastet, obwohl es schon längst in der Vergangenheit liegt. Dabei spielen auch erfahrene Gewalt und Vererbung eine Rolle. Im Erwachsenenalter versucht er das Geschehene bestmöglich zu verarbeiten, doch ist er oft von Dunkelheit sowie inneren Dämonen umgeben und droht im Chaos zu versinken oder die Kontrolle zu verlieren.

“Wrath of man – Leaching through, split in two

Wrath of man – Crash into point of view

Wrath of man – Violence, inheritance

Wrath of man – Thrive upon, feeding on

Seventy-two seasons gone”

## Produktion
Der Song ist den Genres Heavy Metal und Thrash Metal zuzuordnen und wurde von dem US-amerikanischen Musikproduzenten Greg Fidelman produziert. Als Autoren fungierten die Metallica-Mitglieder James Hetfield, Lars Ulrich und Kirk Hammett.

## Musikvideo
Bei dem zu 72 Seasons am 12. Februar 2023 in Los Angeles gedrehten Musikvideo führte Tim Saccenti Regie. Es feierte am 30. März 2023 Premiere und verzeichnet auf YouTube über zehn Millionen Aufrufe (Stand: September 2024). Zu Beginn sind verbrannte Musikinstrumente sowie leuchtende und brennende Animationen zu sehen. Danach werden die vier Bandmitglieder gezeigt, die den Song, umgeben von animierten Flammen und Leuchtstrahlen, spielen. Dazwischen sind weitere leuchtende Animationen und Laserstrahlen vor schwarzem Hintergrund zu sehen. Am Ende wird das verbrannte Gitterbett vom Cover des zugehörigen Albums 72 Seasons gezeigt.

## Single

### Covergestaltung
Das Singlecover zeigt die schwarze Silhouette einer männlichen Person, welche die Arme ausgebreitet hat. Der Hintergrund ist leuchtend gelb gehalten und im unteren Teil des Bilds sind schwarze Schatten zu sehen. Auf Schriftzüge wurde verzichtet.

### Chartplatzierungen und Auszeichnungen
72 Seasons konnte sich nicht in den offiziellen deutschen Singlecharts platzieren, erreichte jedoch am 21. April 2023 Rang neun der Single-Trend-Charts. In den Vereinigten Staaten belegte es Platz 16 der Hot Rock & Alternative Songs Charts sowie Position vier der Rock Airplay Charts.
Bei den Grammy Awards 2024 wurde 72 Seasons in der Kategorie Best Metal Performance ausgezeichnet.